# Дюмеєвська сільська рада
Дюме́євська сільська рада (рос. Дюмеевский сельский совет) — муніципальне утворення у складі Ілішевського району Башкортостану, Росія. Адміністративний центр — село Дюмеєво.

## Населення
Населення — 873 особи (2019, 1092 у 2010, 1152 у 2002).

## Склад
До складу поселення входять такі населені пункти:
| Населений пункт        | Населення, осіб (2002) | Населення, осіб (2010) |
| ---------------------- | ---------------------- | ---------------------- |
| База-Куяново, присілок | 133                    | 122                    |
| Дюмеєво, село          | 878                    | 851                    |
| Урняково, присілок     | 141                    | 119                    |